# Tor Nørretranders
Tor Nørretranders, född 20 juni 1955, är en dansk populärvetenskaplig författare. Hans mest kända verk är förmodligen Märk världen, där han presenterar olika teorier om det mänskliga medvetandet, samt utvecklar och beskriver begreppet exformation.
Sedan år 2003 är Tor Nørretranders adjungerad professor på Copenhagen Business School (tidigare Handelshøjskolen i København).